# Proryv
Proryv (Прорыв) è un film del 1986 diretto da Dmitrij Svetozarov.

## Trama
Il film è basato su eventi reali e racconta un grave incidente avvenuto durante la costruzione di un'altra stazione della metropolitana di Leningrado nella primavera del 1974.